# Герман Ліхтенбергер
Герман Ліхтенбергер (нім. Hermann Lichtenberger; 20 серпня 1892, Гермерсгайм — 15 січня 1959, Гермерсгайм) — німецький офіцер, генерал-майор люфтваффе. Кавалер Лицарського хреста Залізного хреста.

## Біографія
20 жовтня 1911 року поступив на службу в 2-й піший артилерійський полк Баварської армії. 1 вересня 1914 року переведений в 6-й резервний баварський артилерійський батальйон, 1 червня 1919 року — в 24-й артилерійський батальйон, 19 листопада 1920 року — в 7-й артилерійський полк. З 1 жовтня 1929 року — військовий спеціаліст з автомобілів у штабі 7-го транспортного дивізіону. З 1 листопада 1932 року — командир батареї 7-го (баварського) артилерійського полку.
1 жовтня 1935 року переведений в люфтваффе, командир 3-го дивізіону 8-го зенітного полку. З 1 квітня 1936 року — командир 1-го дивізіону 18-го зенітного полку. З 3 серпня 1937 по 13 квітня 1938 року — командир зенітного дивізіону легіону Кондор. З 24 квітня 1938 року — знову командир 1-го дивізіону 18-го зенітного полку.
З 14 липня 1939 року — в штабі командування 13-ї авіаційної області. З 15 листопада 1939 року — командир 5-го (Мюнхен), з 5 червня 1940 року — 104-го зенітного полку. 17 листопада 1941 року відправлений у резерв ОКЛ. З 16 березня 1942 року — інспектор зенітної артилерії авіаційної області «Голландія». З 29 вересня 1942 року — командир 4-ї зенітної бригади (Мюнхен). 26 листопада 1942 року важко захворів і відправлений у відпустку, 31 жовтня 1943 року — у відставку.

## Звання
- Унтер-офіцер (1 жовтня 1912)
- Віце-фельдфебель (17 серпня 1915)
- В. о. офіцера (20 жовтня 1917)
- Лейтенант (1 січня 1922)
- Обер-лейтенант (1 квітня 1925)
- Гауптман (1 серпня 1929)
- Майор (1 жовтня 1935)
- Оберст-лейтенант (1 квітня 1938)
- Оберст (1 серпня 1939)
- Генерал-майор (1 лютого 1943)

## Нагороди
- Залізний хрест 2-го класу (17 червня 1917)
- Військовий хрест «За заслуги» (Баварія) 2-го класу з мечами
- Нагрудний знак «За поранення» в чорному
- Почесний хрест ветерана війни з мечами
- Медаль «За вислугу років у Вермахті» 4-го, 3-го, 2-го і 1-го класу (25 років)
- Медаль «У пам'ять 1 жовтня 1938»
- Застібка до Залізного хреста 2-го класу (11 червня 1940)
- Залізний хрест 1-го класу (27 травня 1941)
- Лицарський хрест Залізного хреста (12 листопада 1940)